# Bumba lennoni
Bumba lennoni (лат.) — вид пауков-птицеедов из семейства Theraphosidae. Южная Америка, Бразилия, Амазония, штат Пара (Caxiuanã).

## Описание
Среднего размера пауки, общая длина тела самцов от 34,00 до 36,13 мм (самки до 43 мм), длина головогруди от 16,37 до 17,50 мм (у самок до 20 мм). Головогрудь и ноги красновато-коричневые, брюшко светло-коричневое. Длина ног самцов: I пара = 51,62—59,76 мм, II = 49,63—56,14 мм, III = 46,88—54,01 мм, IV = 59,13—66,39 мм, пальпы = 19,63—22,76 мм.
Вместе с видами Bumba cabocla (Pérez-Miles, 2000), B. horrida  (Schmidt, 1994) и B. pulcherrimaklaasi (Schmidt, 1991) образует род Bumba, который отличается особыми ретролатеральными выступами на голенях пальп самцов. Таксон Bumba lennoni отличается от других видов рода Bumba сильно редуцированным килем на пальпах самцов и большим числом лабиальных каспул (до 50 cuspules).

## Этимология
Видовое название B. lennoni дано в честь английского рок-музыканта Джона Леннона (1940—1980) из группы The Beatles. Родовое имя Bumba происходит от названия бразильского театрализованного народного фестиваля Boi-bumbá, проводящегося в северных и северо-восточных штатах Бразилии.